# Paine Wingate
Paine Wingate (Amesbury, 1739. május 14. – Stratham, 1838. március 7.) az Amerikai Egyesült Államok szenátora (New Hampshire, 1789–1793).